# Rector emeritus
A rector emeritus cím a professor emeritus címmel együtt a magyar felsőoktatásban dolgozó magas beosztású vezetők anyagi és erkölcsi elismerése céljából adható. A cím Magyarországon az  1993. évi LXXX. törvény (Ftv.) törvényes kerete alapján jött létre. A Semmelweis Egyetemen Tulassay Tivadar rektor 2003. július 3-i rendelete óta adható. A rector emeritus cím az egyetem  élén legalább két ciklust betöltő és az intézmény működését továbbra is segítő rektor számára adományozható, minimálisan havi félmillió forint járadékkal járó cím. A Budapesti Gazdasági Főiskolán és a Szent István Egyetemen 2007 óta alkalmazzák.

## Létrejöttének főbb motívumai
1993. évi LXXX. törvény (Ftv.)

## Díjazása
A Rector Emeritus cím évi minimuma személyenként a Semmelweis Egyetemen átlagosan 6 millió forint díjazással jár (nyugdíj mellett is).

## Egyéb kedvezmények
Az Emeritus Rector számára élete végéig dolgozószoba biztosított, melyben dolgoznia, bejárnia nem kötelező.